# Cornelia Prüfer-Storcks

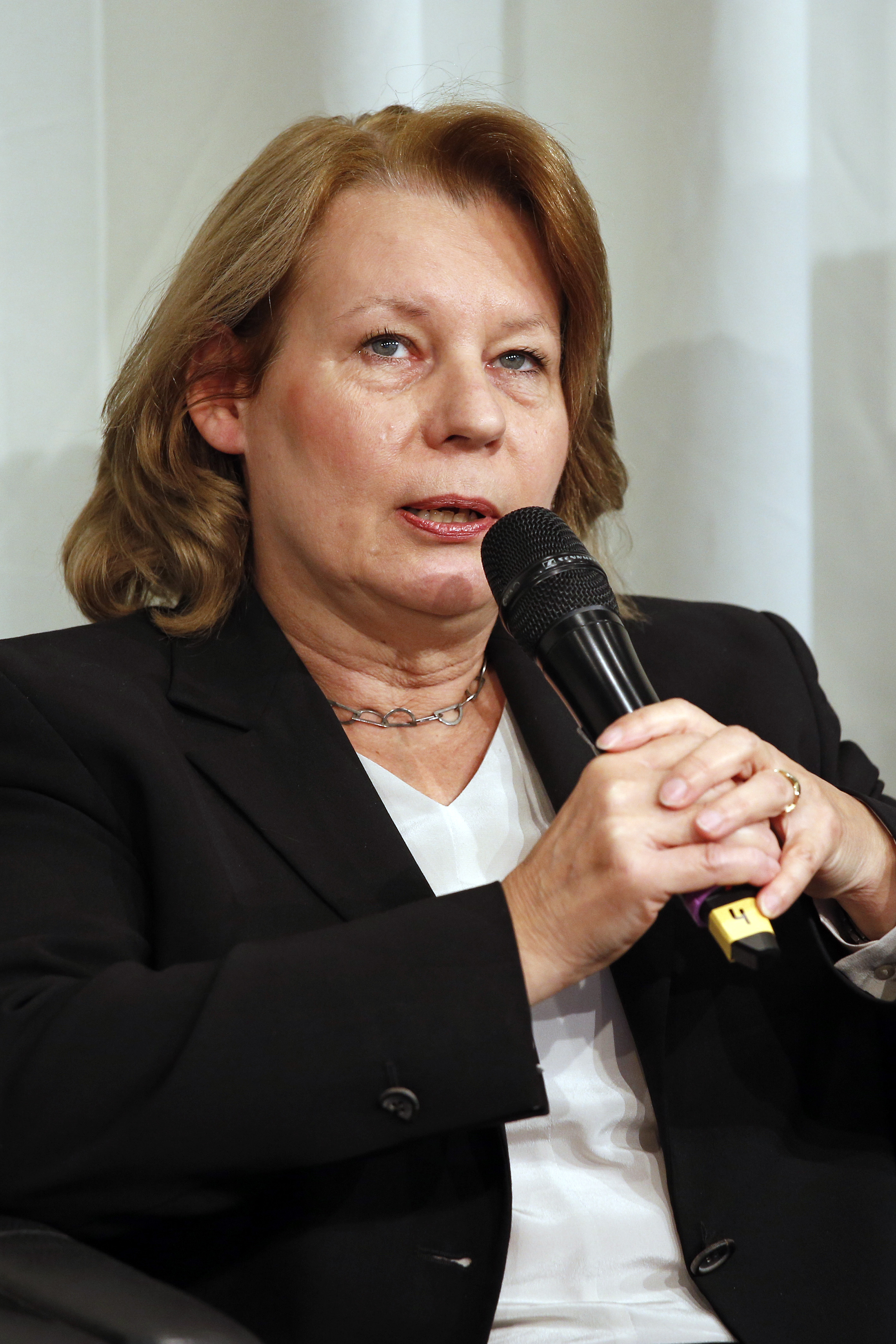
Cornelia Prüfer-Storcks, 2016

Cornelia Prüfer-Storcks (* 8. Mai 1956 in Essen) ist eine deutsche Politikerin (SPD) und war von 2011 bis 2020 Senatorin für Gesundheit und Verbraucherschutz der Freien und Hansestadt Hamburg in den Senaten Scholz I, II und Tschentscher I.

## Leben

### Ausbildung und beruflicher Werdegang
Nach dem Abitur im Jahr 1975 und einem journalistischen Volontariat arbeitete Prüfer-Storcks zunächst als Redakteurin, unter anderem bei den Dortmunder Ruhr Nachrichten. Im Jahr 1988 trat sie als Referentin in die Staatskanzlei des Landes Nordrhein-Westfalen ein, wechselte zwei Jahre später als Pressesprecherin in das neu gegründete Gleichstellungsministerium und übernahm dort 1995 die Leitung der Abteilung Frauenpolitik. Von 1998 bis 1999 war sie Stellvertreterin von Staatssekretär Karl Pröbsting im Ministerium für Frauen, Jugend, Familie und Gesundheit des Landes Nordrhein-Westfalen. Nach dessen Tod im April 1999 wurde sie zu seiner Nachfolgerin ernannt. Sie war bis zum Regierungswechsel 2005 als Staatssekretärin in dem Ministerium tätig, das im Jahr 2002 im Zuge einer Neueinteilung der Ressorts in Ministerium für Gesundheit, Soziales, Frauen und Familie umbenannt wurde.
Vom Jahr 2007 bis zu ihrer Berufung in den Hamburger Senat gehörte sie dem Vorstand der AOK Rheinland/Hamburg an.

### Gesundheitssenatorin in Hamburg
Prüfer-Storcks war seit dem 23. März 2011 Senatorin der Freien und Hansestadt Hamburg und seit dem 1. Mai 2011 Präses der neugebildeten Behörde für Gesundheit und Verbraucherschutz im Senat Scholz I. Sie behielt dieses Amt auch nach der Bürgerschaftswahl in Hamburg 2015 im Senat Scholz II sowie im Senat Tschentscher I.
Einer breiten Öffentlichkeit wurde Prüfer-Storcks im Zusammenhang mit der EHEC-Epidemie in Norddeutschland im Mai/Juni 2011 bekannt. Nachdem zunächst Gurken, Blattsalate und Tomaten im Verdacht standen, den Ausbruch verursacht zu haben, gerieten durch Indizien aus der Rückverfolgung von Lieferwegen bald Sprossen in den Fokus der Ermittlungen. Später wurde ermittelt, dass die Erreger vermutlich über Bockshornkleesamen aus Ägypten nach Deutschland kamen, die zur Produktion von Salat-Sprossen verwendet wurden. Zwischenzeitlich standen besonders Gurken im Mittelpunkt des öffentlichen Interesses, als Untersuchungen des Hamburger Hygieneinstituts einen EHEC-Erreger auf Gurken aus Spanien festgestellt hatten. Wie sich in den folgenden Untersuchungen des Instituts herausstellte und durch die Behörde umgehend richtiggestellt wurde, handelte es sich dabei indes nicht um den für den Ausbruch verantwortlichen Erreger. Die spanische Regierung kündigte daraufhin an, eine Schadensersatzklage gegen Deutschland zu prüfen.
Nach der Bürgerschaftswahl 2020 kündigte Prüfer-Storcks im Februar 2020 an, sich aus persönlichen Gründen aus der Politik zurückzuziehen und dem Senat Tschentscher II nicht mehr angehören zu wollen.
Im Zuge der Corona-Krise sagte Prüfer-Storcks im März 2020, der Senat wolle „einen Wellenbrecher“ aufbauen, damit die Infektionswelle so abläuft, dass nicht große Teile der Bevölkerung gleichzeitig erkranken".